# Route nationale 82 (Belgique)
Pour les articles homonymes, voir Route nationale 82.
La route nationale 82 est une route nationale de Belgique qui relie Arlon à Virton. Celle-ci est prolongée à Virton par la route nationale 87 en direction de Montmédy en France.

## Description du tracé

### Communes sur le parcours
- Région wallonne
  -  Province de Luxembourg
    - Arlon
    - Saint-Léger
    - Musson
    - Virton

## Statistiques de fréquentation
| BK   | Début                   | Fin                     | Trafic moyen journalier (6h–22h, en milliers), | Trafic moyen journalier (6h–22h, en milliers), | Trafic moyen journalier (6h–22h, en milliers), | Trafic moyen journalier (6h–22h, en milliers), | Trafic moyen journalier (6h–22h, en milliers), | Trafic moyen journalier (6h–22h, en milliers), | Trafic moyen journalier (6h–22h, en milliers), |
| BK   | Début                   | Fin                     | 1985                                           | 1990                                           | 1995                                           | 2000                                           | 2005                                           | 2010                                           | 2015                                           |
| ---- | ----------------------- | ----------------------- | ---------------------------------------------- | ---------------------------------------------- | ---------------------------------------------- | ---------------------------------------------- | ---------------------------------------------- | ---------------------------------------------- | ---------------------------------------------- |
| 4,5  | – 31 Arlon              | Arlon (Toernich)        | 1,2                                            | 1,8                                            | 2,3                                            | 3,2                                            | 3,8                                            | –                                              | –                                              |
| 10,9 | Arlon (Toernich)        | Saint-Léger (Châtillon) | 2,7                                            | 3,3                                            | 3,7                                            | 4,2                                            | 5,0                                            | –                                              | –                                              |
| 11,1 | Saint-Léger (Châtillon) | Saint-Léger             | 3,0                                            | 4,4                                            | 4,1                                            | 4,4                                            | 5,0                                            | 5,1                                            | –                                              |